# Керамика
Керамика је назив за групу производа из глинених сировина. Основне сировине за керамику су каолин (бела и мекана врста земље), иловаче и глине који су пластички састојци док су као непластички састојци: кремен, кречњак, шамот и други материјали. Према хемијском саставу и топлоти керамичарски материјали се деле на опекарске, грнчарске, порозне, камените и порцеланске. Назив керамика потиче од речи керамикос, керамеус и керамос (грчки: κεραμικός) који је био општи назив за производе од глине и иловаче који се пластично стварају, суше и пеку у посебним пећима. Најраније познато помињање корена „керам-“ је микенско грчки ke-ra-me-we, радници на керамици писан линеарним Б слоговним писмом. Реч керамика се може користити као придев за описивање материјала, производа или процеса, или се може користити као именица, било у једнини, или чешће, као именица у множини.
Постоји велики број материјала према употреби и сврхама. По изгледу и употреби сва керамика се дели на на грубу керамику (за индустријску употребу и употребу у грађевинарству, као цреп, опеке, покривне плоче, подови изолатори итд.) и фину керамику (за електро материјале, материјале који се користе у здравству, грнчарске производе и производе за свакодневну употребу, украсни предмети и сл).
Керамички материјали су сложена хемијска једињења која садрже метале и неорганске елементе. Керамички материјали имају разноврсна механичка и физичка својстава. Граница између метала и керамике се најлакше дефинише помоћу температурног коефицијента електричне отпорности. Код керамичког материјала овај коефицијент има негативан предзнак док за метале има позитиван предзнак. Примена керамике варира од керамичких плочица, грнчарске робе, опеке, одводних цеви, посуђа, ватросталних материјала, магнета, електричних уређаја, влакана до абразивних материјала.
Керамички материјали настају под утицајем високе топлоте (печењем, топљењем).
Најранија керамика коју су правили људи били су грнчарски предмети (лонци, посуде или вазе) или фигурице направљене од глине, било саме по себи или помешане са другим материјалима попут силицијум диоксида, очвршћене и синтероване у ватри. Касније је керамика глазирана и печена да би се створиле глатке, обојене површине, смањујући порозност употребом стакластих, аморфних керамичких премаза на врху кристалних керамичких подлога. Керамика сада укључује домаће, индустријске и грађевинске производе, као и широк спектар материјала развијених за употребу у напредном керамичком инжењерству, као што су полупроводници.

## Материјали
Керамички материјал је неоргански, неметални оксидни, нитридни или карбидни материјал. Неки елементи, као што су угљеник или силицијум, могу се сматрати керамиком. Керамички материјали су крхки, тврди, јаки на компресију и слаби на смицање и затезање. Они издржавају хемијску ерозију која се јавља у другим материјалима који су подвргнути киселом или каустичном окружењу. Керамика генерално може да издржи веома високе температуре, у распону од 1.000 °C до 1.600 °C (1.800 °F до 3.000 °F).
Кристалност керамичких материјала веома варира. Печена керамика је најчешће витрификована или полустаклена, као што је случај са земљаним, каменим и порцеланским посуђем. Различита кристаличност и електронски састав у јонским и ковалентним везама узрокују да већина керамичких материјала буду добри топлотни и електрични изолатори (истражени у керамичком инжењерству). Са тако великим распоном могућих опција за састав/структуру керамике (скоро сви елементи, скоро сви типови везивања и сви нивои кристалности), опсег предмета је огроман, а препознатљиви атрибути (тврдоћа, жилавост, електрична проводљивост) тешко је одредити за групу у целини. Општа својства као што су висока температура топљења, висока тврдоћа, лоша проводљивост, високи модули еластичности, хемијска отпорност и ниска дуктилност су норма, са познатим изузецима од сваког од ових правила (пиезоелектрична керамика, температура преласка стакла, суперпроводна керамика) . Многи композити, као што су фиберглас и угљенична влакна, док садрже керамичке материјале не сматрају се делом породице керамике.
Многи стручњаци за керамику не сматрају материјале са аморфним (некристалним) карактером (тј. стакло) керамиком, иако израда стакла укључује неколико корака керамичког процеса и његова механичка својства су слична керамичким материјалима. Међутим, топлотни третмани могу претворити стакло у полукристални материјал познат као стаклокерамика.

## Особине
Због својих јонских и ковалентних веза, керамика је обично тврда, крта, има високу температуру топљења, ниску електричну и топлотну проводљивост, добру хемијску и топлотну стабилност и високу чврстоћу на притисак.
Керамике могу да буду једноставни монофазни материјали или сложени материјали. Најчешћи тип монофазне керамике су алуминијумов и магнезијумов оксид. Сложени (вишеслојни) керамички материјали су кордиерит (магнезијум-алумосиликат) и форстерит (магнезијум-силикат).

## Примена керамике
Керамички материјали имају широку примену; од израде грађевинарских опека, црепова, санитарних уређаја, алата за сечење метала, ватросталних облога ложишта, ветробрана и стакала возила, свећица мотора, диелектрика кондензатора, сензора, магнетних меморија. И спејс шатлови имају топлотну изолацију од 25.000 лаких порозних керамичких плочица које јој штите алуминијумске оплате од прекомерног загрејавања при пролазу великим брзинама кроз Земљину атмосферу.

## Историјат и развој керамике
Развој керамике можемо пратити од палеолита и појаве најстаријих култура. Из палеолитских грнчарија развила се данашња савремена керамика.
Производња керамике која је данас у великој мери индустријска је једна од најстаријих људских делатности. Најстарији налази се могу датирати до млађег каменог доба. Прво су то били кошеви који су били облепљени глином, а после целоглинени производи. Посуде које су произведене ручно биле су не само за свакодневну употребу већ су служиле и у култне, религиозне сврхе (нпр. за похрањивање пепела умрлих). Пластични производи од глине и глинени идоли су најстарији докази религиозних представа људског рода. У праисторији је керамика била претежно лепљена из појасева и изузетно гњечена, а касније је била произведена на грнчарском точку који је значио знатни технолошки напредак у производњи керамике и грнчарије. Керамика је често била пре печења или после њега обрађивана или осликавана. У археологији је једно од најзначајнијих видова познавања слојева култура, њених развојних односа, уметничких потреба као нпр. гајтанска керамика или чешљаста керамика представљају археолошке групе које се зову културе у праисторији. У историјској епохи су познате керамике из 4000. године п. н. е. из староегипатске грнчарије која је украшена богатим осликавањем и глазурама у боји као и из предње Азије из архитектуре од опека и рељефа од опека у боји па преко критско-микенске културе до грчких ваза и етрурских глинених саркофага, да би са распадом римске империје нестала и керамика у Европи. Значајна је и кинеска керамика која је нарочити значај добила у време династије Минг. Такође се бележи и развој керамике код Индијанаца Јужне Америке која је добила на значају и достизала завидан ниво. У средњем веку се поново развија керамика и добија на значају нарочито у доба готике и производњи готских пехара. Са исламском културом се у Европу јавља интерес за фајанс и под иманом мајолика се жири у Италији у 13. веку и из ње се раширује по Француској, Швајцарској, Низоземској и у 16. веку у Немачку. Раширеност фајанса је постепено потиснуо кинески порцелан који је у Европу био довезен у 15. веку, У тежњи да се имитира кинески порцелан је била имитација порцелана у Италији (медичијевски порцелан) у и Француској а касније и у Енглеској као меки порцелан који је био потиснут након проналаска тврдог порцелана од стране мајисенског апотекара и алхемичара Јохана Фридриха Ботгера („Johann Friedrich Böttger“) који је први у Европи употребио каолин и 1710. године је настала прва мануфактурна производња у Мајисену („Meißen“) недалеко од Дрездена у Немачкој. Постепено се ова производња раширила по целој Европи.
Данас познајемо следеће врсте керамике; 
- теракота, је керамика од печене и неглазиране глине од које се израђују водоводне цеви, кровни покривачи и друго и има црвену боју.
- фајанс, је „полупорцелан“, од фине глине које се пече при нижим температурама у пећи и има непровидну белу глазуру која је погодна за осликавање а име је добио по граду Фаенце који се налази у Италији и својим пореклом је из Оријента одакле је дошла преко Шпаније.
- мајолика, је полупорцелан од фине глине и овај назив носи јер се ширила преко Шпаније и Мајорке и у 15. веку настали су радње око града Фаенце, Урбина и Венеције и одатле се шири у Европу.
- Порцелан.

Керамика је традиционално подељена на: 
- Грубу керамику, у коју спадају опекарски производи и
- Фину керамику, на коју се односе други керамичарски производи.

Карактеристичне особине керамичких материјала су:
Ниска 
- електрична проводност и
- топлотна проводљивост

Висока 
- физичка чврстоћа, али и кртост
- Изврсна отпорност на високе температуре и корозије.

## Народна керамика на Балкану
Лончари, сељачке занатлије израђују лончарске производе који народу задовољавају потребе за оваквом робом. Они ваде лончарску земљу на нарочитим местима и затим је гњече и месе. У неким крајевима је употребљавају без икаквих примеса, а у другим крајевима јој додају лончарски камен. Земља се обрађује на лончарском точку („котуру“) који може да се покреће руком или ногом. Производи се израђују прстима (палац, средњи прст и кажипрст) и уз помоћ специјалних комадића коже и дрвене алатке која сличи ножу. Производ се суши и после се пече у пећи. Постоји пећ са каналима за регулисање ватре које је савршенија и пећи које ове канале немају као удубљења у земљи и озиданим сводом и ватром која струји од једног отвора ка другом. Ова керамика се не оставља неишарана већ се боји и шара, а онда поново пече да се боја прими. Најпростије је прскање једном бојом, најчешће црном добијеном од куваног корена папрати. За белу боју служи нарочита бела земља. Остале се боје купују. Што је културнија средина употребљава се више глазуре.
Највише се употребљава „словенска“, валовита шара, а употребљавају се и разне геометријске слике, тј. различити кругови који су праћени витицама.
Од врста и облика керамике могу се поменути: ћупови са поклопцима, посуде са грлом за течност (стуцке, рукатке, врчеви и чутуре), затим пекве за печење хлеба и пецива, разне врста тањира, посуде и за цвеће, па све до савремених форми шољица, пехара, сланика па и дечјих играчака. Керамика је према северозападу земље више глазирана и оцаљена и више ошарана док је према југу и истоку једноставнија.